# 什科茨揚溶洞
什科茨揚溶洞是位於斯洛維尼亞南部喀斯特地區的一個溶洞，擁有巨大的陷穴，以及深200米以上，長約6公里的地下河洞窟和瀑布。這一地區在喀斯特地形研究史上擁有重要地位，而喀斯特地形一詞即來源於此。1986年，這裡被登錄為世界自然遺產。

## 外部連結
- Park Škocjanske Jame official website （页面存档备份，存于）
- Photos of the Škocjan Caves